# Gösta Olsson (folkbildare)
 Gösta Vilhelm Olsson, född 10 oktober 1902 i Lysekils församling, Göteborgs och Bohus län, död 3 mars 1959 i Svarteborgs församling, Göteborgs och Bohus län, var en svensk folkbildare.
Gösta Olssons föräldrar, Wilhelm och Kristina Josefina Olsson, flyttade med sina tre barn från Lysekil till Hällevadsholm, Svarteborgs socken, Bohuslän, omkring 1910. Fadern arbetade där med stenbrytning och försäljning av råblock. Familjen hade ett litet stenbrott och torp i Kvarndalen.

## Yrkesliv
Efter det han slutat skolan hjälpte Gösta till i faderns stenbrott och hjälpte även bönderna med bl.a. potatisplockning. En kort tid arbetade han på Kampenhofs textilfabrik i Uddevalla, men fortsatte sedan att dra sig fram på diverse jobb tills han småningom blev föreläsare och folkbildare på heltid. Till att börja med föreläste han i SAC:s regi men 1947 blev han föreläsare hos Arbetarnas bildningsförbund och hos Folkbildningsförbundet. Han tjänstgjorde som bibliotekarie i Hällevadsholms ABF-bibliotek på 30-talet men avskedades 1942.

## Censurerad bibliotekarie
Folkets Hus-föreningen i Hällevadsholm startade 1927 ett ABF-bibliotek i liten skala. Det fick småningom bidrag från Skolöverstyrelsen och även från Svarteborgs kommun. Gösta Olsson utsågs att sköta biblioteket som var inrymt i Folkets Hus, i ett avskärmat rum. Göstas arvode som bibliotekarie var 1 krona/vecka. Svarteborgs socken var vid denna tid en konservativ jordbruksbygd, starkt präglad av den schartauanska kyrkan. Mellan jordbrukarna och de socialistiska stenarbetarna rådde en stark motsättning.
I en artikel i Lysekilsposten i januari 1941 protesterade skribenten mot att det i ABF-biblioteket fanns ateistisk litteratur. Artikeln uppmärksammades av andra tidningar som spädde på kritiken. I Bohusposten stod "det ligger ej minst i upplysnings- och folkbildningsarbetets intresse att få till stånd en utrensning av folkbiblioteken, där dylik 'litteratur' finns". I Göteborgs-Tidningen fanns rubriken "Ateistböcker i 'schartauanbibliotek'. Obehaglig upptäckt i Svarteborg," Artikeln sade att man hittat gudsförnekande böcker i Hällevadsholms folkbibliotek. Man påstod också att Gösta Olsson och hans "åldrige" fader skulle gå i spetsen för en grupp personer som bildat en förening kallad "Guds ovänner".
Gösta Olsson bemötte angreppen. Han skrev att det inte finns något "schartauanbibliotek", utan att det rörde sig om Hällevadsholms folkbibliotek, som ägdes av Folkets hus-föreningen och att de aktuella böckerna hade inköpts redan 1936-1937 och godkänts av hela biblioteksstyrelsen.
Svarteborgs kommunalfullmäktige beslöt att göra en grundlig utredning av ärendet och därefter upprensning. Biblioteksstyrelsen erbjöd kommunen att icke låna ut böckerna "Anarkismen" och "Förnuftets tidevarv" till personer under 21 år. Kommunen accepterade inte förslaget utan beslöt med 13 röster mot 6 att dra in anslaget till biblioteket. Följden av detta beslut blev att Folkets Hus-föreningen vid sitt årsmöte 1942 beslöt att entlediga Gösta Olsson från posten som bibliotekarie.
Kommunalfullmäktige beslöt 1947, på förslag av biblioteksstyrelsen, att utan ersättning lämna de utmönstrade böckerna till Hällevadsholms anarkistiska klubb.

## Rikskändis
Gösta Olsson hade ett mycket gott minne. Han använde aldrig vare sig manuskript eller stolpar vid sina föreläsningar. Tack vare sitt goda minne och sin stora kunskap i historia kom han den 27 mars 1954 med i radioprogrammet "Karusellen" med Lennart Hyland som programledare.

## Politisk inställning
När Ungsocialistiska klubben bildades 1928 blev Gösta medlem. Klubben bytte senare namn till Hällevadsholms anarkistiska klubb. Fackligt tillhörde han syndikalisternas organisation, SAC.